# André Brosset
Pour les articles homonymes, voir Brosset.
 (mai 2023).
Si vous disposez d'ouvrages ou d'articles de référence ou si vous connaissez des sites web de qualité traitant du thème abordé ici, merci de compléter l'article en donnant les références utiles à sa vérifiabilité et en les liant à la section « Notes et références ».
André Brosset, né le 17 mai 1926 à Argenton-l'Église et mort le 23 février 2004 à Villejuif, est un naturaliste français, directeur de recherche au CNRS en tant que zoologiste spécialisé en écologie et comportement. Il est spécialiste des chauves-souris.

## Biographie
Andre Louis Henri Brosset grandit dans les Deux-Sèvres. Dès l'enfance, il passe son temps à observer les oiseaux, les chauves-souris et les mammifères sauvages. Il suit d'abord une formation littéraire puis juridique.
En 1961, il publie sa thèse de doctorat à l'Université de Lille sur l'Écologie des oiseaux du Maroc oriental.

## Activité professionnelle
De 1953 à 1959, il exerce comme juriste au Maroc oriental dans le contrôle civil puis dans l'Assistance technique. Il y répertorie les chiroptères et les oiseaux.
De 1959 à 1961, il est affecté au corps consulaire de Bomba, en Inde. Il y publie des articles sur les chauves-souris.
De 1962 à 1963, il dirige la nouvelle station biologique Charles Darwin de l'UNESCO aux îles Galápagos. Il voyage régulièrement en Équateur, où il étudie également oiseaux et chauves-souris.
En 1963, sur la sollicitation de Pierre-Paul Grassé, il entre au CNRS en tant que zoologiste spécialisé en écologie et comportement. Il participe à la mission biologique de Makokou au Gabon. Cette mission devient le Laboratoire de Primatologie et d'Écologie Équatoriale, dont il est le directeur de 1972 à 1982. Il y étudie particulièrement le comportement des mammifères et des oiseaux mais également des petits poissons.Il fait annuellement, de 1963 à 1983, des séjours au Gabon d'une durée d'un à 3 mois chaque année. Il travaille régulièrement en Guyane française. En 1975, il reçoit la médaille d'argent du CNRS pour ses travaux sur le développement de l'écologie des forêts tropicales.
Il dirige l'équipe du laboratoire ECOTROP du Centre d'écologie générale de Brunoy du Muséum national d'histoire naturelle,.
Il est également taxidermiste. Le Muséum national d'Histoire naturelle conserve ainsi des oiseaux et des mammifères des différents endroits où il a travaillé. Il a décrit, seul et en collaboration, de nouvelles espèces de chauve-souris et de micromammifères. Il photographie également les oiseaux dans leur milieu naturel. Il est le premier à remarquer qu'un poisson characidé (Erythrinus erythrinus) imite la configuration des couleurs de la femelle de sa proie (rivulidé). Il participe à la vulgarisation scientifique en tant qu'auteur dans le Courrier de la Nature et en tant qu'auteur de livres sur les animaux sauvages. Il participe également à des films sur le sujet en tant que directeur scientifique.

## Publications
- André Brosset, La biologie des chiroptères, Masson, 1966 (OCLC 299829471)
- André Brosset, La vie dans la forêt équatoriale, F. Nathan, 1976 (OCLC 610855830)
- André Brosset, Mammifères sauvages de France et d'Europe de l'Ouest., Nathan, 1977 (OCLC 742641436)
- André Brosset, Pierre Charles-Dominique et Sylvie Jouard, Les chauves-souris de Guyane, Paris, Muséum national d'Histoire naturelle, coll. « Patrimoines naturels » (no 46), 2001, 176 p.

### Films
- Co-auteur du film : Les grands singes en sursis, 1980, réalisé par Alain R. Devez, produit par CIRMF